# Villa Angela (Bad Suderode)

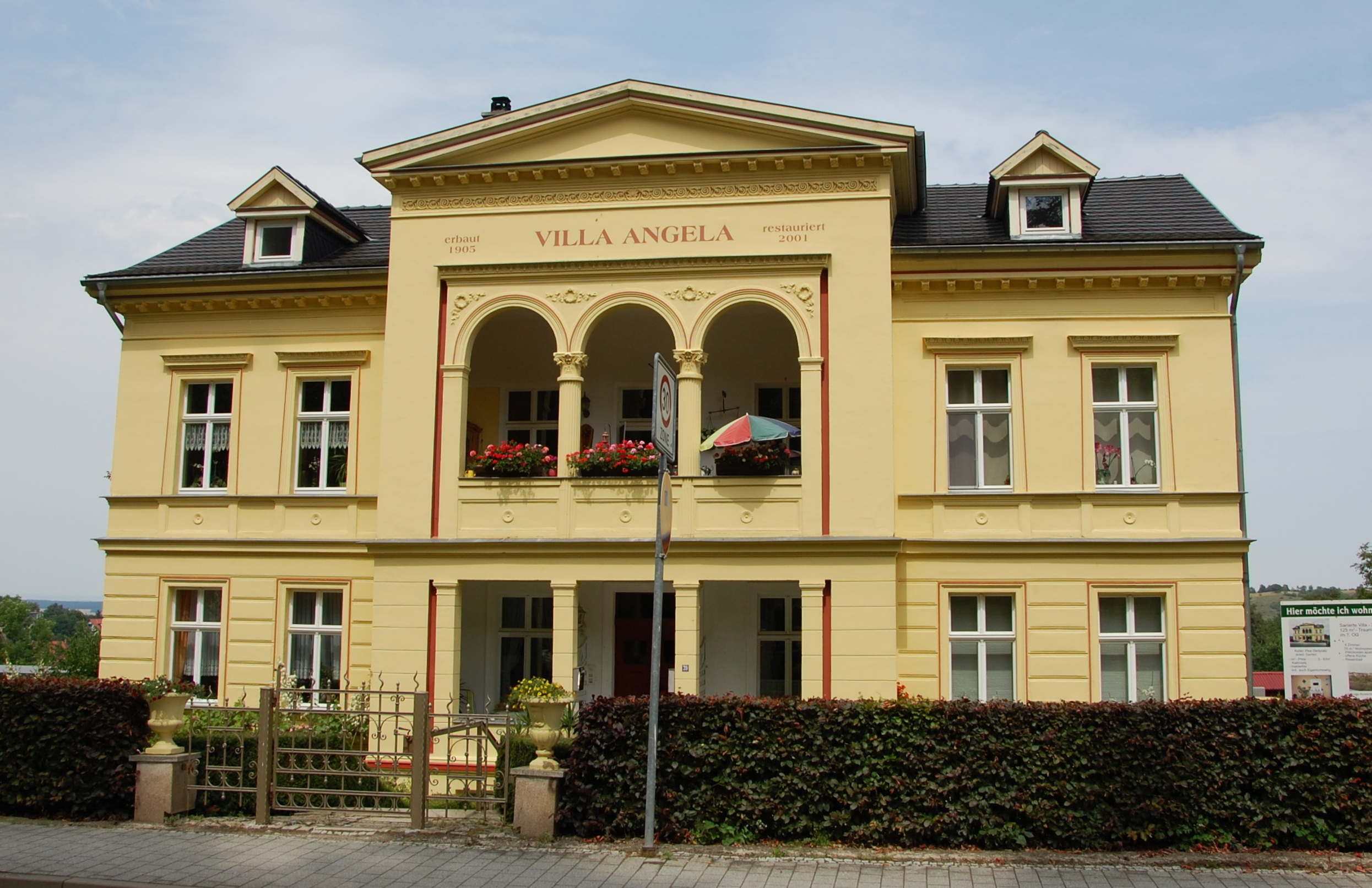
Haus Schwedderbergstraße 39

Villa Angela ist ein denkmalgeschütztes Gebäude im zur Stadt Quedlinburg in Sachsen-Anhalt gehörenden Ortsteil Bad Suderode.

## Lage
Es befindet sich südlich des Ortskerns Bad Suderodes, auf der Nordseite der Schwedderbergstraße an der Adresse Schwedderbergstraße 39. Unmittelbar östlich des Hauses verläuft die Gemarkungsgrenze zum benachbarten Gernrode. Südlich erhebt sich der Schwedderberg. Im örtlichen Denkmalverzeichnis ist das Gebäude als Villa eingetragen.

## Architektur und Geschichte
Der zweigeschossige verputzte Bau wurde im Jahr 1905 im Stil des Spätklassizismus errichtet. Zur Straße hin verfügt das repräsentativ gestaltete Haus über einen Mittelrisalit, in dem sich der Hauseingang mit anschließender Eingangshalle befindet. Der Mittelrisalit ist mit einer dreiteiligen Loggia und Verzierungen versehen. Im Jahr 2001 erfolgte eine Sanierung des Gebäudes.
Im Haus sind auch Teile der ursprünglichen Ausstattung erhalten.